# Nuova Britannia
La Nuova Britannia è l'isola più grande dell'arcipelago di Bismarck, appartenente alla Papua Nuova Guinea. Si trova tra il mar di Bismarck e il mar delle Salomone ed è separata dall'isola di Nuova Guinea dallo stretto di Dampier. Le principali città sono Rabaul, Kokopo e Kimbe.

## Geografia
La Nuova Britannia si estende dai 148° ai 152° di longitudine est e dal 4° al 7° di latitudine sud. Possiede la forma di una mezzaluna lunga circa 600 km e con una larghezza variabile dai 30 ai 110 km. L'isola è la 38ª più grande del mondo con una superficie di 36.520 km².
La costa è intervallata da ripide scogliere a spiagge pianeggianti e circondate da barriere coralline. Il punto più alto, a 2334 metri sul livello del mare, mentre il Monte Sinewit nell'est dell'isola è alto 2063 m. La maggior parte del terreno è coperto dalla foresta pluviale tropicale, e molti fiumi sono alimentati dall'elevata piovosità.
La Nuova Britannia si è formata in gran parte da processi di origine vulcanica, e diversi sono i vulcani attivi presenti sull'isola, tra cui Ulawun (il più alto vulcano della Papua Nuova Guinea), Langila, il Garbuna Group, i Monti Sulu. Una grande eruzione del Tavurvur nel 1994 distrusse Rabaul, capoluogo provinciale. La maggior parte della città giace ancora sotto metri di cenere, e il capoluogo è stato spostato nella vicina Kokopo.

## Storia

### 1700-1919
La Nuova Britannia fu avvistata nel 1616 dal navigatore olandese Jacob Le Maire, che credeva facesse parte del insieme che comprendeva la Nuova Guinea e la Nuova Irlanda. La sua teoria fu smentita (1699-1700) da William Dampier fu il primo europeo a capire che era un'isola, il 27 febbraio 1700, assegnandole il nome latino di Nova Britannia.
Nel novembre 1884 la Germania proclamò il suo protettorato sull'arcipelago e l'amministrazione coloniale tedesca assegnò alla Nuova Britannia e alla Nuova Irlanda i nomi di Neupommern (o Neu-Pommern; "Nuova Pomerania") e Neumecklenburg (o Neu-Mecklenburg; "Nuovo Meclemburgo"); e tutto l'arcipelago fu rinominato arcipelago di Bismarck. La Nuova Britannia entrò a far parte della Nuova Guinea tedesca.
Nel 1909 la popolazione indigena era stimata in circa 190.000 abitanti; la popolazione straniera a 773 (474 tedeschi). La popolazione straniera si era in pratica stabilita a nord della penisola Gazelle, che comprendeva la capitale Herbertshöhe (ora Kokopo). All'epoca 5.448 ettari vennero convertiti a piantagioni, in primo luogo di copra, cotone, caffè e gomma. Gli occidentali inizialmente evitarono l'esplorazione dell'interno, credendo che le popolazioni indigene fossero particolarmente bellicose. Dal 1910 la capitale fu trasferita a Simpsonhafen (ora Rabaul).
L'11 settembre 1914 la Nuova Britannia fu teatro di una delle prime battaglie della prima guerra mondiale, quando una spedizione navale e militare australiana sbarcò sull'isola. Essa rapidamente sopraffece le forze coloniali tedesche (Schutztruppe) e la colonia divenne parte del territorio britannico della Nuova Guinea dopo il Trattato di Versailles del 1919.

### La seconda guerra mondiale

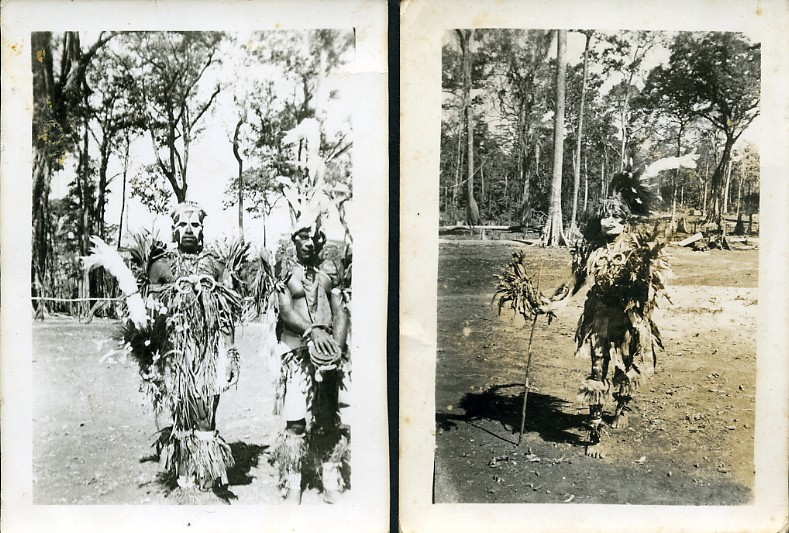
Due fotografie di isolani nativi della Nuova Britannia, 1944

Durante la seconda guerra mondiale i giapponesi invasero rapidamente la Nuova Britannia.
Nel gennaio del 1942 i giapponesi bombardarono pesantemente Rabaul. Il 23 gennaio le truppe giapponesi sbarcarono a migliaia e iniziò la battaglia di Rabaul. I giapponesi utilizzarono Rabaul come base fino al 1945. La città venne utilizzata come punto chiave per l'invasione di Port Moresby. La base venne abbandonata dai giapponesi nell'agosto del 1945.

## Popolazione e cultura
La popolazione indigena della Nuova Britannia è divisa in due gruppi principali: i Papuani, che hanno abitato l'isola per decine di migliaia di anni, e gli Austronesiani, che sono arrivati circa duemila anni fa. Sono parlate circa dieci lingue papuane e almeno quaranta lingue austronesiane, oltre al tok pisin ed all'inglese.
Al censimento del 2000 la popolazione della Nuova Britannia era di 404 873 abitanti. Le città principali sono Rabaul e Kokopo nella Nuova Britannia orientale e Kimbe, nella zona occidentale.
Le tradizioni della Nuova Britannia sono diverse e complesse. Mentre i Tolai dell'area di Rabaul, nella zona orientale della Nuova Britannia (penisola Gazelle, parlano la lingua kuanua e hanno una società matrilineale, l'altro gruppo ha una struttura patrilineale. Ci sono diverse tradizioni ancora in uso al giorno d'oggi, come la società segreta dukduk (conosciuta anche come tubuan) nella zona Tolai.
Dal punto di vista artistico la zona si distingue per un'importante produzione di maschere, realizzate con caratteristiche differenti presso almeno una ventina di tribù locali: si va dall'ovale di corteccia alle maschere cerimoniali della Penisola della Gazzella, comprendenti crani umani dipinti. Da ricordare anche le grandi maschere sisu dei Sulka.
Diffusa è anche la scultura, che nella Penisola della Gazzella è rappresentata da statue di pietra antropomorfe e zoomorfe. Non completamente assente la ceramica, mentre accurata è la costruzione di piroghe ispirate alle forme dei serpenti.